# Harald Jannach
 (décembre 2016).
Harald Jannach, né le 27 mai 1972, est un homme politique autrichien qui est membre du Conseil National pour le Parti de la Liberté d'Autriche (FPÖ) depuis 2008.